# 卡尔德尼奥萨
卡尔德尼奥萨，是西班牙卡斯蒂利亚-莱昂阿维拉省的一个市镇。 总面积41km2, 总人口544人（2001年），人口密度13人/km2。